# Compañía Energética de Occidente
La Compañía Energética de Occidente S.A. E.S.P. (CEO) es una empresa colombiana de servicios públicos encargada de la distribución y comercialización de energía eléctrica en el departamento del Cauca. Esta certificada y vigilada por la Superintendencia de Servicios Públicos Domiciliarios.
En 2023, la cantidad de clientes con contrato de condiciones uniformes vigente fue de 442.000

## Historia
El 31 de diciembre de 1954, se fundó: Centrales Eléctricas del Cauca, S.A., (CEDELCA), bajo iniciativa publica.
En 1999, CEDELCA es intervenida por la Superintendencia de Servicios Públicos, debido a dificultades económicas de la empresa.
En 2007, fue entregada en licitación a Compañía Energética de Occidente para la gestión administrativa de los activos de CEDELCA, poco después este proceso fue cancelado. En 2010 se le entrega la administración de CEDELCA por un periodo de 25 años.
En 2020, empezó a inaugurar proyectos de Energía solar fotovoltaica.

## Brilla
Brilla, es el programa de financiación no bancario de la CEO para usuarios con buen comportamiento de pago, durante los últimos 24 meses. Otorgándoles un cupo aprobado con el que podrán financiar productos o servicios tales como: material de construcción, electrodomésticos, tecnología, estudios, entre otros.